# Die Extravaganten
Die Extravaganten (Les extravagants) est une valse de Johann Strauss II (opus 205). L'œuvre est créée le 26 janvier 1858 dans la Sofiensaal à Vienne.

## Histoire
L'œuvre est écrite pour le carnaval de 1858 et dédiée aux étudiants en droit de l'Université de Vienne. La première a donc lieu dans le cadre du Bal annuel des Avocats. Le compositeur modifie ou élargit ici le style de valse traditionnel. Il considère donc l’œuvre comme hors de la norme précédente, c’est-à-dire comme extravagante, d'où son titre. La valse est bien accueillie par le public et est considérée comme l'une des meilleures œuvres de Strauss de la saison du carnaval de 1858. Les critiques, en particulier Eduard Hanslick, ne trouvent rien de positif à la valse et font tout ce qu'ils peuvent pour la dénigrer. Néanmoins, la valse reste jusqu'à nos jours dans les programmes de concerts.

## Durée
Sa durée d'exécution est d'environ 7 minutes et 20 secondes. Elle peut varier légèrement selon l'interprétation musicale du chef d'orchestre.

## Interprétation notable
En 2017, la pièce est jouée lors du célèbre concert du nouvel an à Vienne, sous la direction de Gustavo Dudamel.